# Vitaliy Makarov
Vitaliy Makarov (23 de junho de 1974) é um ex-judoca russo.
Foi vice-campeão olímpico nos Jogos Olímpicos de 2004 em Atenas.
Campeão Mundial de Judô em 2001, além de ter conquistado mais uma medalha de prata e uma de bronze, tanto em campeonatos mundiais quanto em campeonatos europeus de judô.